# Rozyna Małgorzata von Eckenberg
Rozyna Małgorzata von Eckenberg (ur. ok. 1625, zm. 1647 lub 1648) – córka NN von Eckenberga i Margarethe von Toll, dwórka królowej polskiej Cecylii Renaty Habsburżanki.

## Życiorys
Rozyna Małgorzata von Eckenberg pochodziła z Austrii. Na dwór polski przybyła w 1637 z Wiednia w orszaku arcyksiężniczki austriackiej Cecylii Renaty, wydanej za mąż za króla polskiego Władysława IV Wazę. Po urodzeniu syna królowa Cecylia Renata zleciła Rozynie opiekę nad królewiczem Zygmuntem Kazimierzem. Po śmierci królowej Rozyna została metresą Władysława IV. 10 marca 1646 Władysław ożenił się z księżniczką mantuańską Ludwiką Marią Gonzagą i związek króla z Rozyną zakończył się. Metresa królewska została 24 czerwca 1646 wydana za mąż za księcia Michała Jerzego Czartoryskiego. Zmarła dwa lata po ślubie, jej małżeństwo z Czartoryskim było bezpotomne.